# Centro de Innovación de Skólkovo

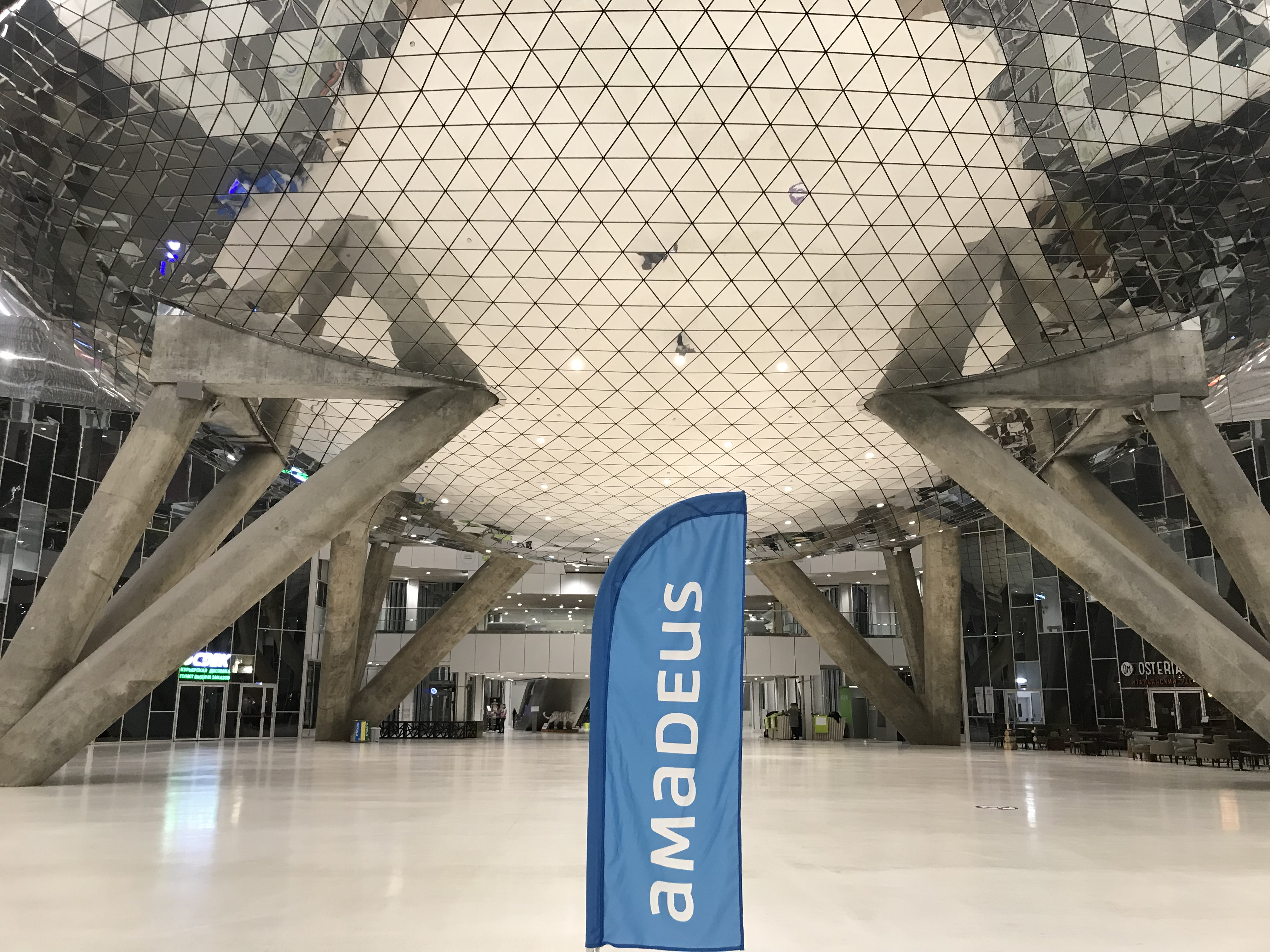
Evento de socios de la tecnológica Amadeus en Skólkovo.

El Centro de Innovación de Skólkovo (Инновационный центр «Сколково») es un centro de tecnología punta ubicado en Skólkovo, en la región de Moscú, Rusia. También se conoce por el apelativo de Silicon Valley ruso.

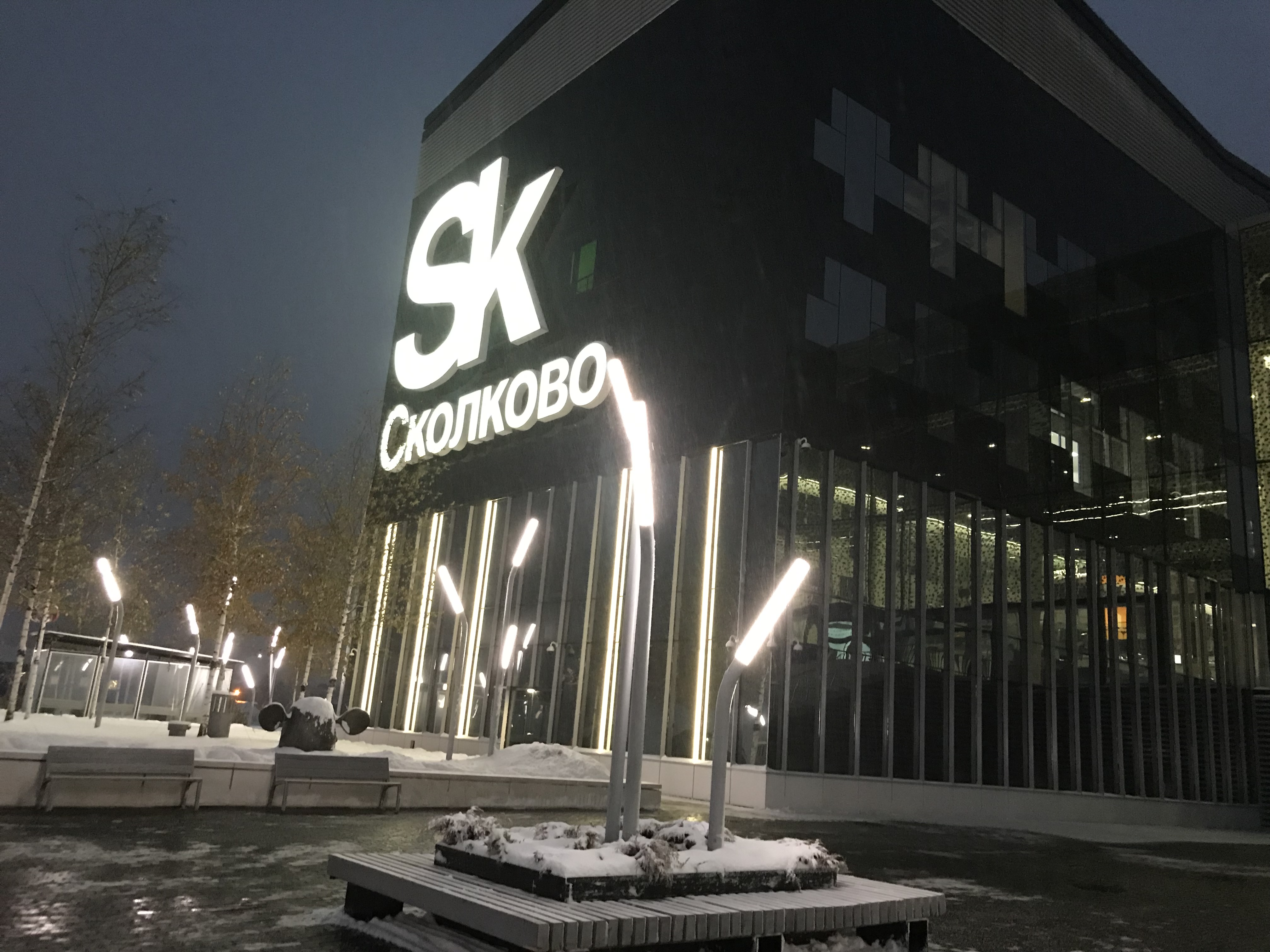

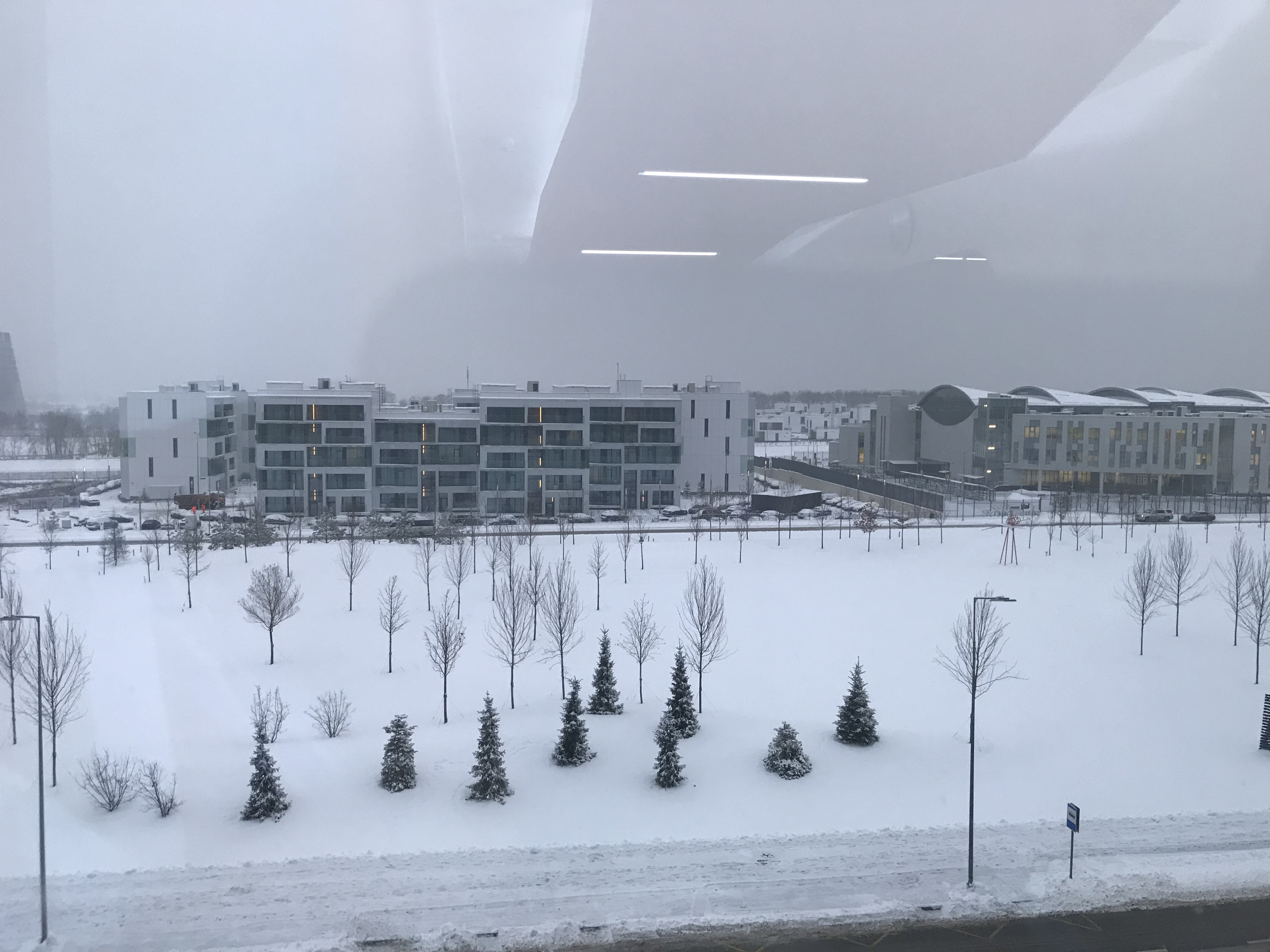
Esplanada y edificaciones frente al parque tecnológico de Skólkovo

El parque tecnológico de Skólkovo, en el área del Óblast de Moscú, cerca de la capital rusa y de instituciones como la Escuela de Gestión de Moscú y el Centro de Comunicación Espacial, nació con vocación de convertirse en el Silicon Valley de la Rusia postsoviética. Fue el 28 de septiembre de 2010, cuando el presidente ruso de la época, Dmitry Medvédev, rubricó la ley que creaba la Fundación sin ánimo de lucro Skólkovo. Esta fue la que impulsó la construcción y desarrollo del Skólkovo Technopark.
En agosto de 2013, el proyecto Skólkovo fue elegido para su inclusión en el programa gubernamental de "desarrollo económico y economía de la innovación".
Este ambicioso proyecto, la mayor incubadora de innovación de Rusia, engloba especialidades como la eficiencia energética, tecnologías informáticas, estratégicas, biomedicina, tecnologías nucleares y tecnologías espaciales
Este centro neurálgico de la innovación del país nació apadrinado por más de 75 corporaciones tanto rusas como europeas y norteamericanas como socios fundadores. La idea subyacente consiste en dotar de medios materiales (laboratorios, espacios adaptados, asesoramiento) a las startups, corporaciones o centros universitarios que busquen investigar sobre algún aspecto de I+D que se materialice en alguna solución tecnológica  que se pueda acabar comercializando. Según refiere el centro tecnológico ruso, las encuestas han demostrado que las startups de Skólkovo tienen tres veces más probabilidades de atraer inversiones que las que no son miembros (en la actualidad, más de un millar). Alguna startup residente en Skólkovo, dedicada a la tecnología en el campo de la educación, incluso logró cotizar en la bolsa moscovita Archivado el 29 de diciembre de 2021 en Wayback Machine..
Lo cierto es que hubo comentarios escépticos en algún medio de comunicación sobre la viabilidad del proyecto.  Por lo pronto, Skólkovo ya es una realidad y ha demostrado que tiene la suficiente capacidad de convocatoria como para  reunir bajo el mismo techo a los que toman las decisiones en distintos sectores de la economía  -como en el evento de socios de la tecnológica Amadeus, celebrado en diciembre de 2018, que congregó a líderes del sector de la aviación y los viajes de 20 países. El parque tecnológico de Skólkovo goza de un sólido prestigio en Rusia y Europa del Este.  